# Tercera Federación - Grupo X 2023-24
La temporada 2023-24 del Grupo X de la Tercera Federación de fútbol comenzó el 9 de septiembre de 2023 y finalizó el 12 de mayo de 2024. Posteriormente se disputó la promoción de ascenso entre el 19 de mayo y el 9 de junio en su fase territorial, y para finalizar en su fase nacional entre el 16 y 23 de mayo. Se trata de la tercera edición tras la restructuración de las categorías no profesionales por parte de la RFEF a causa de la pandemia global causada por el Coronavirus; y es la quinta categoría a nivel nacional.

## Sistema de competición
Participan dieciocho clubes encuadrados en un único grupo. Se enfrentan todos contra todos en dos ocasiones -una en campo propio y otra en campo contrario- durante un total de 34 jornadas. El orden de los encuentros se decide por sorteo antes de empezar la competición. La Federación de Fútbol de Andalucía es la responsable de designar las fechas de los partidos y los árbitros de cada encuentro, reservando al equipo local la potestad de fijar el horario exacto de cada encuentro.
Una vez finalizada la competición, el primer clasificado asciende directamente a Segunda Federación y se proclama campeón de Tercera Federación.
Los clasificados entre el segundo y el quinto lugar disputan un Play Off territorial en formato de eliminatorias a doble partido ida y vuelta. En caso de empate el vencedor de la eliminatoria es el equipo mejor clasificado. El equipo vencedor de este Play Off se clasifica a la Promoción de ascenso a Segunda Federación que tiene carácter de final interterritorial.
Los tres últimos clasificados descienden directamente a División de Honor Andaluza. Puede haber más descensos por arrastre provocados por descensos de superior categoría.

## Ascensos y descensos
| Pos. | Ascendidos a 2.ª Federación |
| ---- | --------------------------- |
| 1º   | Atlético Antoniano          |

| Pos. | Descendidos de 2.ª División RFEF |
| ---- | -------------------------------- |
| 14.º | Xerez Deportivo F. C.            |
| 18.º | C. D. Utrera                     |

| Pos. | Ascendidos de División de Honor |
| ---- | ------------------------------- |
| 1º   | La Palma C. F.                  |
| 2º   | C. D. Cabecense                 |

| Pos. | Descendidos a División de Honor |
| ---- | ------------------------------- |
| 16.º | C. D. Rota                      |

## Equipos

### Listado de equipos
| Equipo                        | Localidad                 | Estadio                              | Fundación | Provincia | Comunidad / Ciudad Autónoma |
| ----------------------------- | ------------------------- | ------------------------------------ | --------- | --------- | --------------------------- |
| Conil C. F.                   | Conil de la Frontera      | José Antonio Pérez Ureba             | 1931      | Cádiz     | Andalucía (zona occidental) |
| Xerez C. D.                   | Jerez de la Frontera      | Estadio municipal de Chapín          | 1947      | Cádiz     | Andalucía (zona occidental) |
| Xerez Deportivo F. C.         | Jerez de la Frontera      | Estadio municipal de Chapín          | 2013      | Cádiz     | Andalucía (zona occidental) |
| Atlético Espeleño             | Espiel                    | Campo municipal de Espiel            | 1983      | Córdoba   | Andalucía (zona occidental) |
| C. D. Ciudad de Lucena        | Lucena                    | Ciudad de Lucena                     | 2008      | Córdoba   | Andalucía (zona occidental) |
| Córdoba C. F. "B"             | Córdoba                   | Nuevo Árcangel                       | 1997      | Córdoba   | Andalucía (zona occidental) |
| C.D. Pozoblanco               | Pozoblanco                | Municipal Pozoblanco                 | 1926      | Córdoba   | Andalucía (zona occidental) |
| Salerm Cosmetics Puente Genil | Puente Genil              | Manuel Polinario                     | 1939      | Córdoba   | Andalucía (zona occidental) |
| Ayamonte C. F.                | Ayamonte                  | Ciudad de Ayamonte                   | 1930      | Huelva    | Andalucía (zona occidental) |
| Bollullos C. F.               | Bollullos Par del Condado | Eloy Ávila Cano                      | 1932      | Huelva    | Andalucía (zona occidental) |
| A.D. Cartaya                  | Cartaya                   | Luis Rodríguez Salvador              | 1957      | Huelva    | Andalucía (zona occidental) |
| La Palma C. F.                | La Palma del Condado      | Polideportivo municipal              | 1915      | Huelva    | Andalucía (zona occidental) |
| C. D. Cabecense               | Las Cabezas de San Juan   | Carlos Marchena                      | 1942      | Sevilla   | Andalucía (zona occidental) |
| Coria C. F.                   | Coria del Río             | Estadio Guadalquivir                 | 1923      | Sevilla   | Andalucía (zona occidental) |
| C. D. Gerena                  | Gerena                    | José Juan Romero Gil                 | 2006      | Sevilla   | Andalucía (zona occidental) |
| Sevilla F. C. "C"             | Sevilla                   | Ciudad deportiva José Ramón Cisneros | 2003      | Sevilla   | Andalucía (zona occidental) |
| C. D. Utrera                  | Utrera                    | San Juan Bosco                       | 1946      | Sevilla   | Andalucía (zona occidental) |
| A. D. Ceuta F. C. "B"         | Ceuta                     | José Martínez Pirri                  | 2013      | -         | Ceuta                       |

| Espeleño Ayamonte Bollullos Cabecense Cartaya Ceuta "B" Coria C. Lucena Conil Córdoba "B" Gerena La Palma Pozoblanco Salerm Puente Genil Sevilla "C" Utrera Xerez Xerez Dep. |

### Equipos por provincia
| N.º | Provincia | Equipos                                                                                              |
| --- | --------- | --- |
| 3   | Cádiz     | Conil C. F., Xerez C. D. y Xerez Deportivo F. C.                                                     |
| 1   | Ceuta     | A. D. Ceuta F. C. "B"                                                                                |
| 5   | Córdoba   | Atlético Espeleño, C. D. Ciudad de Lucena, Córdoba C. F. "B", C. D. Pozoblanco y Salerm Puente Genil |
| 4   | Huelva    | Ayamonte C. F., Bollullos C. F., A.D. Cartaya y La Palma C. F.                                       |
| 5   | Sevilla   | C. D. Cabecense, Coria C. F., C. D. Gerena, Sevilla "C" y C. D. Utrera                               |

## Clasificación
| Pos. | Equipo                              | Pts. | PJ | G  | E  | P  | GF | GC | Dif. |                                                              |
| ---- | ----------------------------------- | ---- | -- | -- | -- | -- | -- | -- | ---- | ------------------------------------------------------------ |
| 1    | Xerez C. D. (A, C)                  | 67   | 34 | 19 | 10 | 5  | 53 | 21 | +32  | Ascenso a Segunda Federación y Copa del Rey                  |
| 2    | C. D. Ciudad de Lucena              | 66   | 34 | 19 | 9  | 6  | 39 | 21 | +18  | Acceso a Promoción a Segunda Federación y Copa del Rey       |
| 3    | Xerez Deportivo F. C. (A)           | 64   | 34 | 18 | 10 | 6  | 50 | 23 | +27  | Promoción a Segunda Federación con ascenso y Copa Federación |
| 4    | C. D. Pozoblanco                    | 62   | 34 | 18 | 8  | 8  | 49 | 36 | +13  | Acceso a Promoción a Segunda Federación                      |
| 5    | A. D. Ceuta F. C. "B"               | 56   | 34 | 15 | 11 | 8  | 47 | 27 | +20  | Acceso a Promoción a Segunda Federación                      |
| 6    | Salerm Cosmetics Puente Genil F. C. | 54   | 34 | 13 | 15 | 6  | 52 | 45 | +7   |                                                              |
| 7    | C. D. Gerena                        | 49   | 34 | 14 | 7  | 13 | 38 | 40 | −2   |                                                              |
| 8    | C. D. Utrera                        | 46   | 34 | 13 | 7  | 14 | 50 | 48 | +2   |                                                              |
| 9    | A. D. Cartaya                       | 45   | 34 | 12 | 9  | 13 | 35 | 34 | +1   |                                                              |
| 10   | La Palma C. F.                      | 41   | 34 | 11 | 8  | 15 | 49 | 52 | −3   |                                                              |
| 11   | Bollullos C. F.                     | 38   | 34 | 8  | 14 | 12 | 31 | 44 | −13  |                                                              |
| 12   | Conil C. F.                         | 37   | 34 | 9  | 10 | 15 | 29 | 39 | −10  |                                                              |
| 13   | Córdoba C. F. "B"                   | 37   | 34 | 8  | 13 | 13 | 37 | 43 | −6   |                                                              |
| 14   | Atlético Espeleño                   | 37   | 34 | 10 | 7  | 17 | 41 | 53 | −12  |                                                              |
| 15   | Coria C. F.                         | 36   | 34 | 9  | 9  | 16 | 42 | 54 | −12  |                                                              |
| 16   | Sevilla F. C. "C"                   | 35   | 34 | 8  | 11 | 15 | 28 | 35 | −7   |                                                              |
| 17   | Ayamonte C. F. (D)                  | 32   | 34 | 7  | 11 | 16 | 32 | 47 | −15  | Descenso a División de Honor                                 |
| 18   | C. D. Cabecense (D)                 | 28   | 34 | 7  | 7  | 20 | 25 | 64 | −39  | Descenso a División de Honor                                 |

Actualizado a los partidos jugados el 24 de mayo de 2024.
 Fuente: Resultados Fútbol

## Resultados
| Local \ Visitante                   | ATE | AYA | BOL | CAB | CAR | CEU | CLU | CON | CRD | COR | GER | LAP | POZ | SPG | SEV | UTR | XCD | XDP |
| ----------------------------------- | --- | --- | --- | --- | --- | --- | --- | --- | --- | --- | --- | --- | --- | --- | --- | --- | --- | --- |
| Atlético Espeleño                   | —   | 3–2 | 3–0 | 1–1 | 1–2 | 4–1 | 2–3 | 1–2 | 0–0 | 0–0 | 1–3 | 1–0 | 1–2 | 0–3 | 2–0 | 3–2 | 0–0 | 1–0 |
| Ayamonte C. F.                      | 1–0 | —   | 0–0 | 1–2 | 3–0 | 0–1 | 0–0 | 1–1 | 2–1 | 2–6 | 0–1 | 0–3 | 3–1 | 1–2 | 2–1 | 1–2 | 1–2 | 1–1 |
| Bollullos C. F.                     | 2–0 | 0–0 | —   | 2–0 | 2–2 | 1–2 | 1–1 | 1–0 | 0–0 | 1–0 | 1–2 | 1–3 | 0–2 | 4–4 | 1–0 | 1–3 | 3–2 | 0–0 |
| C. D. Cabecense                     | 2–1 | 1–1 | 1–1 | —   | 1–0 | 1–3 | 0–1 | 1–4 | 1–3 | 0–0 | 1–2 | 2–1 | 1–0 | 2–2 | 0–1 | 1–0 | 0–2 | 0–4 |
| A. D. Cartaya                       | 2–1 | 3–0 | 0–0 | 1–0 | —   | 0–0 | 0–2 | 0–1 | 1–1 | 3–2 | 0–0 | 1–1 | 0–0 | 2–2 | 2–0 | 1–0 | 0–1 | 1–0 |
| A. D. Ceuta F. C. "B"               | 1–3 | 0–0 | 2–0 | 0–0 | 3–0 | —   | 1–1 | 2–1 | 1–1 | 5–0 | 4–0 | 2–0 | 3–0 | 1–0 | 1–0 | 3–0 | 1–1 | 1–2 |
| C. D. Ciudad de Lucena              | 1–0 | 0–2 | 2–0 | 3–0 | 2–1 | 1–0 | —   | 2–0 | 0–2 | 3–2 | 2–0 | 1–0 | 0–0 | 1–1 | 0–1 | 2–0 | 0–0 | 1–0 |
| Conil C. F.                         | 1–1 | 0–0 | 1–1 | 3–0 | 2–1 | 0–0 | 0–1 | —   | 2–0 | 1–1 | 0–0 | 1–2 | 2–1 | 1–1 | 1–0 | 2–4 | 0–1 | 0–1 |
| Córdoba C. F. "B"                   | 3–3 | 3–1 | 2–0 | 5–2 | 0–3 | 2–1 | 0–1 | 3–0 | —   | 0–3 | 1–0 | 2–2 | 1–1 | 1–1 | 0–0 | 1–1 | 0–1 | 0–2 |
| Coria C. F.                         | 2–0 | 0–1 | 1–0 | 2–0 | 0–2 | 2–2 | 1–1 | 0–1 | 1–0 | —   | 0–2 | 0–0 | 2–3 | 1–1 | 0–0 | 0–3 | 1–0 | 3–2 |
| C. D. Gerena                        | 1–0 | 1–0 | 1–2 | 2–0 | 0–3 | 1–0 | 2–0 | 2–0 | 1–0 | 1–3 | —   | 2–2 | 1–2 | 2–0 | 0–0 | 2–2 | 1–3 | 0–1 |
| La Palma C. F.                      | 1–2 | 2–2 | 1–2 | 2–2 | 1–2 | 1–2 | 1–0 | 2–0 | 2–1 | 3–2 | 0–1 | —   | 3–1 | 4–1 | 1–4 | 4–2 | 3–3 | 1–0 |
| C. D. Pozoblanco                    | 2–1 | 3–1 | 4–1 | 3–0 | 2–1 | 1–1 | 0–2 | 3–0 | 0–0 | 1–0 | 2–1 | 1–0 | —   | 2–1 | 1–0 | 1–0 | 0–2 | 2–2 |
| Salerm Cosmetics Puente Genil F. C. | 2–2 | 2–1 | 2–0 | 3–0 | 1–0 | 1–0 | 0–0 | 2–0 | 1–1 | 3–2 | 2–2 | 2–1 | 3–3 | —   | 2–1 | 2–3 | 3–2 | 1–1 |
| Sevilla F. C. "C"                   | 0–2 | 1–1 | 2–2 | 2–0 | 0–0 | 2–0 | 0–2 | 1–1 | 1–0 | 3–3 | 2–2 | 2–0 | 0–0 | 0–0 | —   | 1–2 | 1–2 | 1–0 |
| C. D. Utrera                        | 3–1 | 2–0 | 1–1 | 2–3 | 2–1 | 0–2 | 1–2 | 1–1 | 4–2 | 3–0 | 3–2 | 1–1 | 0–2 | 0–1 | 2–0 | —   | 0–1 | 1–3 |
| Xerez C. D.                         | 5–0 | 1–1 | 0–0 | 2–0 | 1–0 | 0–0 | 1–1 | 2–0 | 3–0 | 3–0 | 2–0 | 2–0 | 1–2 | 4–0 | 1–0 | 0–0 | —   | 1–2 |
| Xerez Deportivo F. C.               | 3–0 | 1–0 | 0–0 | 4–0 | 2–0 | 1–1 | 2–0 | 1–0 | 1–1 | 4–2 | 1–0 | 4–1 | 2–1 | 0–0 | 2–1 | 0–0 | 1–1 | —   |

## Play Off de Ascenso a Segunda Federación
|  | Semifinales                                          | Semifinales                                          | Semifinales                                          | Semifinales                                          | Semifinales                                          |   |                       | Final                                                | Final                                                | Final                                                | Final                                                | Final                                                |  |
|  | 19 de mayo de 2024 (ida) 26 de mayo de 2024 (vuelta) | 19 de mayo de 2024 (ida) 26 de mayo de 2024 (vuelta) | 19 de mayo de 2024 (ida) 26 de mayo de 2024 (vuelta) | 19 de mayo de 2024 (ida) 26 de mayo de 2024 (vuelta) | 19 de mayo de 2024 (ida) 26 de mayo de 2024 (vuelta) |   |                       | 2 de junio de 2024 (ida) 9 de junio de 2024 (vuelta) | 2 de junio de 2024 (ida) 9 de junio de 2024 (vuelta) | 2 de junio de 2024 (ida) 9 de junio de 2024 (vuelta) | 2 de junio de 2024 (ida) 9 de junio de 2024 (vuelta) | 2 de junio de 2024 (ida) 9 de junio de 2024 (vuelta) |  |
|  |                                                      |                                                      |                                                      |                                                      |                                                      |   |                       |                                                      |                                                      |                                                      |                                                      |                                                      |  |
|  |                                                      |                                                      |                                                      |                                                      |                                                      |   |                       |                                                      |                                                      |                                                      |                                                      |                                                      |  |
|  | 5.º                                                  | A. D. Ceuta F. C. "B"                                | 1                                                    | 4                                                    | 5                                                    |   |                       |                                                      |                                                      |                                                      |                                                      |                                                      |  |
|  | 5.º                                                  | A. D. Ceuta F. C. "B"                                | 1                                                    | 4                                                    | 5                                                    |   |                       |                                                      |                                                      |                                                      |                                                      |                                                      |  |
|  | 2.º                                                  | C. D. Ciudad de Lucena                               | 1                                                    | 0                                                    | 1                                                    |   |                       |                                                      |                                                      |                                                      |                                                      |                                                      |  |
|  | 2.º                                                  | C. D. Ciudad de Lucena                               | 1                                                    | 0                                                    | 1                                                    |   | A. D. Ceuta F. C. "B" | A. D. Ceuta F. C. "B"                                | 0                                                    | 2                                                    | 2                                                    |                                                      |  |
|  |                                                      |                                                      |                                                      |                                                      |                                                      |   | A. D. Ceuta F. C. "B" | A. D. Ceuta F. C. "B"                                | 0                                                    | 2                                                    | 2                                                    |                                                      |  |
|  |                                                      |                                                      | Xerez Deportivo F. C.                                | Xerez Deportivo F. C.                                | 0                                                    | 3 | 3                     |                                                      |                                                      |                                                      |                                                      |                                                      |  |
|  | 4.º                                                  | C. D. Pozoblanco                                     | Xerez Deportivo F. C.                                | Xerez Deportivo F. C.                                | 0                                                    | 3 | 3                     | 0                                                    | 1                                                    | 1                                                    |                                                      |                                                      |  |
|  | 4.º                                                  | C. D. Pozoblanco                                     |                                                      |                                                      |                                                      |   |                       | 0                                                    | 1                                                    | 1                                                    |                                                      |                                                      |  |
|  | 3.º                                                  | Xerez Deportivo F. C.                                | 1                                                    | 1                                                    | 2                                                    |   |                       |                                                      |                                                      |                                                      |                                                      |                                                      |  |
|  | 3.º                                                  | Xerez Deportivo F. C.                                | 1                                                    | 1                                                    | 2                                                    |   |                       |                                                      |                                                      |                                                      |                                                      |                                                      |  |
|  |                                                      |                                                      |                                                      |                                                      |                                                      |   |                       |                                                      |                                                      |                                                      |                                                      |                                                      |  |

## Clasificado a la Copa del Rey
| Bandera de Andalucía |
| Xerez C. D.          |
| 1.º Puesto           |

| Bandera de Andalucía |
| Ciudad de Lucena     |
| 2.º Puesto           |

Nota: Hay posibilidad de que el subcampeón se clasifique a la Copa del Rey si no es un equipo filial.